# Tanka
Una tanka (短歌, «poema curt») és una composició poètica japonesa de caràcter breu.
Originàriament, a la darrera meitat de segle VIII, el terme tanka s'utilitzava per a distingir els poemes breus dels més llargs, anomenats chōka (長歌, poemes llargs). Amb tot, als segles IX i X, a partir de la recopilació del Kokinshū, el poema curt esdevingué la forma dominant de la poesia al Japó i la paraula waka es va convertir en el nom estàndard d'aquesta forma. A principis de segle xx, el poeta i crític Masaoka Shiki va reviure el terme tanka i afirmava que la poesia waka havia de ser renovada i modernitzada.

## Història
Els orígens se'n remunten al segle VIII, quan se'n documenten les primeres mostres al Man'yōshū. Els diferents formats poètics dins d'aquesta obra van trobar el màxim apogeu al període Heian (794-1142), però hi destacà especialment la tanka, que esdevingué el model poètic hegemònic del període següent, fins al punt de convertir-se en sinònim de waka, paraula que designava una composició poètica en japonès. Un dels exemples més clars n'és la recopilació Kokinshū del 905, en què hi havia cinc chōka, quatre sedōka i més de mil tankes. La tanka continua estant molt viva al Japó, on gaudeix d'una notable difusió.

### A Catalunya
La tanka es dona a conèixer en la literatura catalana en la primera meitat del segle XX amb Carles Riba, que en fou un gran conreador. Moltes tankes seves apareixen en Del joc i del foc (1946). També han treballat aquesta composició Màrius Torres, Salvador Espriu i Rosa Leveroni. Igualment han conreat la tanka els poetes mallorquins Llorenç Moyà, al seu recull Debades t'obren solcs els navilis, Ulisses, i Rafel Jaume en Poemes 1982-83. També ho ha fet Josep-Ramon Bach en Desig i sofre.

## Temàtica
Les tankes parlen principalment de la vida humana, de tot allò vinculat als sentiments de l'ésser humà i la natura. Habitualment s'utilitza el pas del temps, l'efimeritat de l'existència humana i la fugacitat de tot i dels elements quotidians. Es tracta d'una poesia contemplativa i emocional; la natura s'hi empra com a element simbòlic i referencial, amb el qual es fan visibles els sentiments humans i l'adveniment còsmic de cada individu. A aquestes idees centrals s'uneixen conceptes fonamentals com la subjectivitat, la transcendència i la no-perdurabilitat que hi ha en l'interior de cada ésser humà.
Dintre de la tanka cal destacar el concepte aware, sempre present en aquesta mena de composicions, que es tradueix en un estat de profunda emoció, que alhora comporta idees de compassió, contemplació i incertesa davant la fragilitat de l'existència.

## Mètrica
Consta de 31 síl·labes repartides en 5 versos plans sense rima, que segueixen la mesura 5-7-5-7-7. Es compten totes les síl·labes. Si seguim la mètrica catalana, en què es compta fins a l'última síl·laba tònica, podem dir que una tanka és una estrofa que consta de 5 versos de 26 síl·labes repartits seguint la mesura 4’-6’-4’-6’-6’. La gràcia d'aquest poema és crear, en aquest límit d'extensió, una petita imatge ben suggestiva. Alguns consideren que és una ampliació d'un haiku.
| «             | XIII EUGÈNIA Diré llimones, pomes rosades, roses, sal i petxines, i es pensaran que passes entre els jardins i l'ona. XXXVIII INFANT REFUGIAT ADORMIT Com qui reposa en l'amor o en l'onada, fill de la guerra, dorms en la innumerable falda absent de la fuga. XXVIII Penso en vosaltres, ametllers de Siurana, blanca esperança d'efímeres banderes en l'aspror irremeiable. XV Una altra fulla desisteix de la branca; cada vegada el jardinet em sembla més gran, i que ens oblida. | » |
| — Carles Riba | |   |